# Kostel Nejsvětější Trojice (Bohuslavice)
Kostel Nejsvětější Trojice stojí na katastrálním území Bohuslavice v okrese Opava, je farním kostelem římskokatolické farnosti Bohuslavice u Hlučína diecéze ostravsko-opavské. Areál barokního kostela a kaplí s ohradní zdí byl v roce 1964 zapsán do Ústředního seznamu kulturních památek České republiky.

## Historie
První písemná zmínka o dřevěném kostele v Bohuslavicích pochází z roku 1434. To bylo potvrzeno nálezy při archeologickém průzkumu v roce 1928. Se stavbou se začalo 20. října 1740 položením základního kamene na místě původního dřevěného kostela. Výstavba nového kostela byla hrazena tehdejším majitelem panství Janem Baptistou svobodným pánem ze Zuany. Stavba byla několikrát přerušena v důsledku slezských válek mezi Rakouskem a Pruskem. V období výstavby zemřel i majitel panství Jan Babtista. Kostel byl dokončen za finanční pomoci vdovy Kateřiny Alžběty svobodné paní ze Zuany a Palm v roce 1747. Slavnostní vysvěcení provedl olomoucký biskup Ferdinand Julius hrabě Troyer z Troyersteinu. Na konci druhé světové války střechou proletěl dělostřelecký granát, který však nevybuchl ani neprorazil strop. V roce 2000 byla provedena oprava kaple a obřadní síně v ohradní zdi.

## Architektura

### Exteriér
Kostel je barokní jednolodní orientovaná omítaná zděná stavba s hranolovou věží přiléhající k odsazenému půlkruhovému kněžišti. Věž vysoká asi 31 m je tvořena dvěma čtyřbokými hranoly (horní je užší), je ukončena bání s lucernou a je krytá měděným plechem. Horní hranol věže je zdoben pilastry s volutovými hlavicemi. Fasáda je členěná lizénami s profilovanými podložkami. Západní vstupní průčelí je členěné pilastry s římsovou hlavicí, které nesou podstřešní vlys, pod ním je okno s motivy svatých. Ve štítu je v lisénovém rámu mozaika Ježíše s Apoštoly. Hlavní vchod je v ose západního průčelí. Jeho portál je zdoben pilastry a volutovými hlavicemi, hlavami andílků s třídílným kladím uprostřed vypnutým do oblouku. 

### Interiér
Interiér je bohatě zdoben štukovou výzdobou, freskami, sochařskou výzdobou s reliéfy, obrazovou výzdobou a vitrážemi v oknech.
Ke kněžišti na evangelijní straně (ze severu) je přistavěna obdélná kaple svaté Anny a na epištolní straně (z jihu) je sakristie, nad oběma jsou oratoře. Kněžiště i loď jsou zaklenuty valenou klenbu na pasech s lunetami, ve kterých jsou okna ukončena půlkruhovým záklenkem. Kruchta je podepřena pilíři a zaklenuta valenou klenbou s výsečemi. Boční prostory podkruchtí a kruchty mají valenou klenbu. Na kruchtě jsou umístěny varhanyod firmy Rieger-Kless z Krnova z roku 1952, které prošly generální opravou v roce2002. V kněžišti jsou přízední pilíře, v lodi pilastry s volutovými zdobnými hlavicemi, které nesou průběžné kladí.

### Fresky
Stěny a strop je pokryt freskami, které znázorňují náboženské výjevy od opavského malíře Josefa Matyáše Lassera (1699–1777). Nad hlavním oltářem je freska znázorňující mramorový oltář se sloupy a sochami světců. Ústředním motivem je obraz Nanebevzetí Panny Marie, na stranách jsou zobrazeni svatý Ondřej, svatý Petr, svatý Pavel a svatý Jakub. Obdobě jsou zhotoveny boční oltáře s výjevy ze života svaté Anny, svatého Josefa, svatého Jana Křtitele a svaté Alžběty Durýnské. Strop v kněžišti je zdoben freskou s výjevem Zjevení svatého Jana. Na stropě v lodi jsou tři výjevy ze Starého zákona. Na klenbě kruchty je v oválné rámu freska Stvoření světa.
Většinu obrazů namaloval páter Vincenc Hurník, který sloužil v Bohuslavicíc. Obraz (kopie) hlavního oltáře představuje Boha otce s mrtvým Ježíšem na klíně, jehož kopii namaloval Vincenc Hurník. Originál obrazu z období před rokem 1611 je uložen v depozitáři Slezského muzea v Opavě.

## Zvony
Původní dva zvony z dřevěného kostela byly přeneseny do věže nového kostela a rekvírovány v době první světové války. Ve věži zůstal jeden zvon. V meziválečném období byly doplněny na čtyři. Tři z nich byly rekvírována na začátku druhé světové války. Během války byly doplněny dva hliníkové zvony. Po válce byly pořízeny ocelové zvony ulité ve Vítkovických železárnách. V polovině osmdesátých let 20. století byly pořízeny nové bronzové zvony. Ocelové pak v devadesátých letech 20. století byly předány do kostela svatého Jana Křtitele v Bělé, který byl přestavěn a nově postavena zvonice.
Ve věži se nachází zvon z roku 1975 s nápisem: Ke cti Svaté Trojice, další tři jsou z roku 1979. První s hmotností 800 kg je zasvěcený Panně Marii, Královně posvátného růžence, druhý zvon o hmotnosti 400 kg je zasvěcený jubileu 1100 let příchodu svatého Cyrila a Metoděje a třetím zvonem je umíráček o hmotnosti 180 kg věnovaný svatému Cyrilu a Metoději.

## Ohradní zeď
Areál kostela obtáčí zděná omítaná ohradní zeď krytá pálenými taškami. Barva fasády kostela, kaple s obřadní síni a ohradní zdí je barevně sladěná. V ohradní zdi jsou čtyři brány nad nimiž jsou volutové štíty.

## Kaple
Kaple (márnice) vestavěna v ohradní zdi je zděná omítaná stavba na půdorysu obdélníku s pravoúhlým závěrem zakončena sedlovou střechou krytou pálenými taškami. Po stranách byla prolomena kruhová okna. Vstup je ukončen půlkruhovým záklenkem, fasáda průčelí je členěna lisénami a korunní římsou, nad níž je trojúhelníkový štít s postranními ořímsovanými pilířky.
Ve dvacátých letech 20. století upravena na márnici a k ní přistavěna smuteční síň s technickým zázemím. V roce 2000 byla provedena rekonstrukce smuteční síně a kaple. Smuteční síň má obdélný půdorys, má nízkou valbovou střechu krytou pálenými taškami bobrovkami. Spolu s kaplí je propojena obíhající korunní římsou. Obřadní síň a kaple byly prostorově propojeny. Dlažba séně i kaple je ze supíkovického mramoru, venkovní schodiště je provedeno ze slezské žuly.

## Galerie

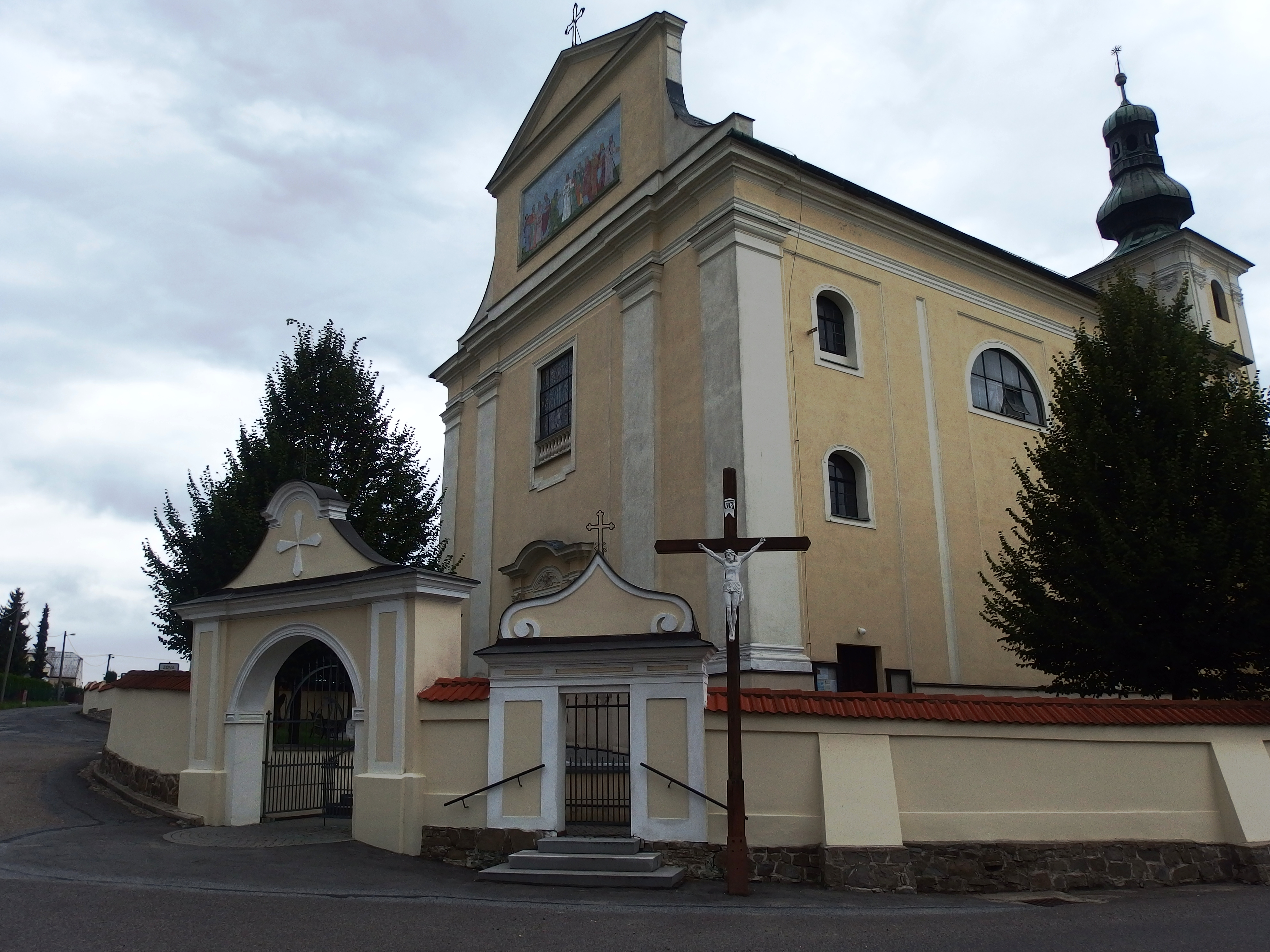
Západní průčelí s mozaikou ve štítu
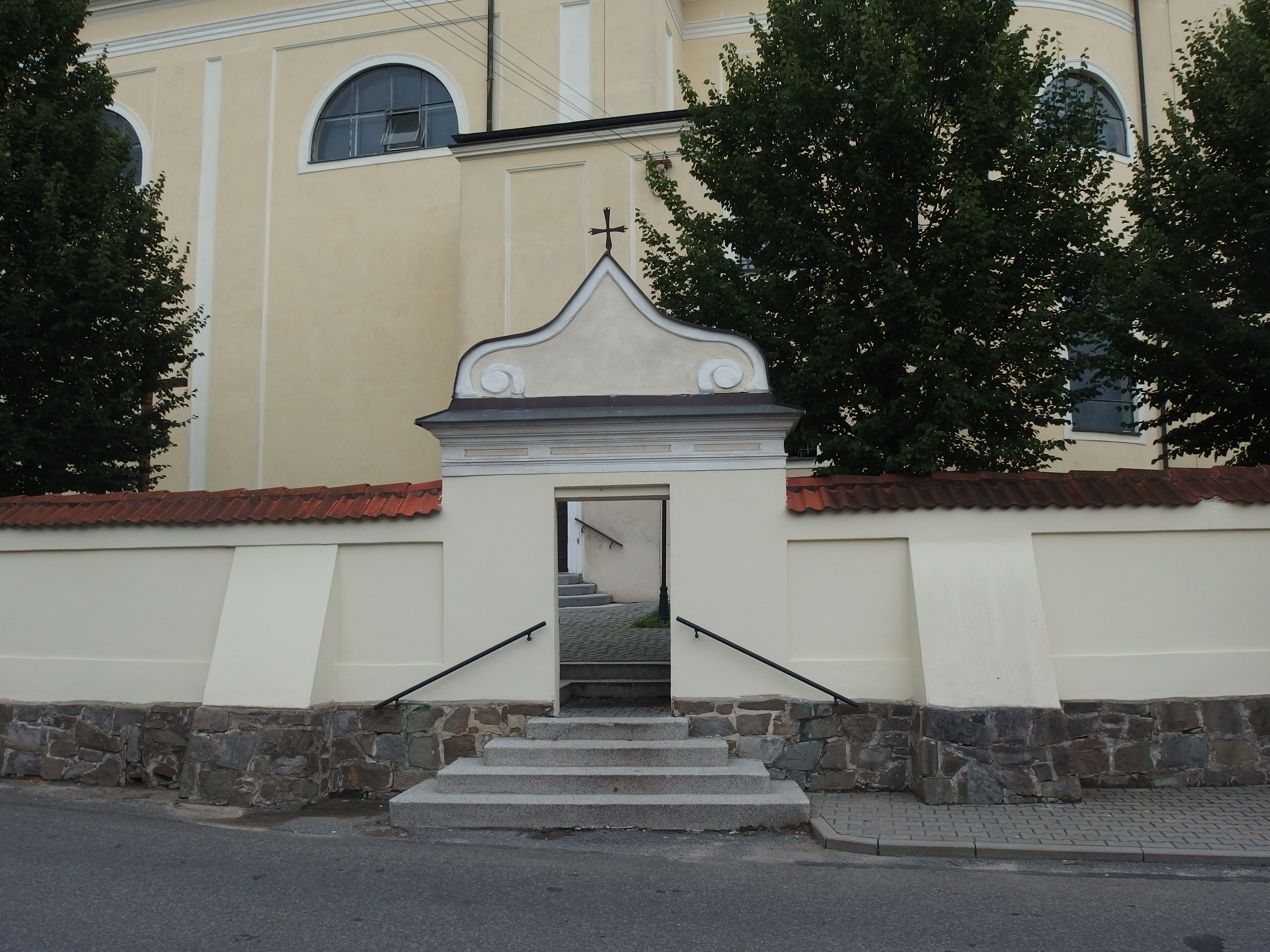
Branka s volutovým štítem
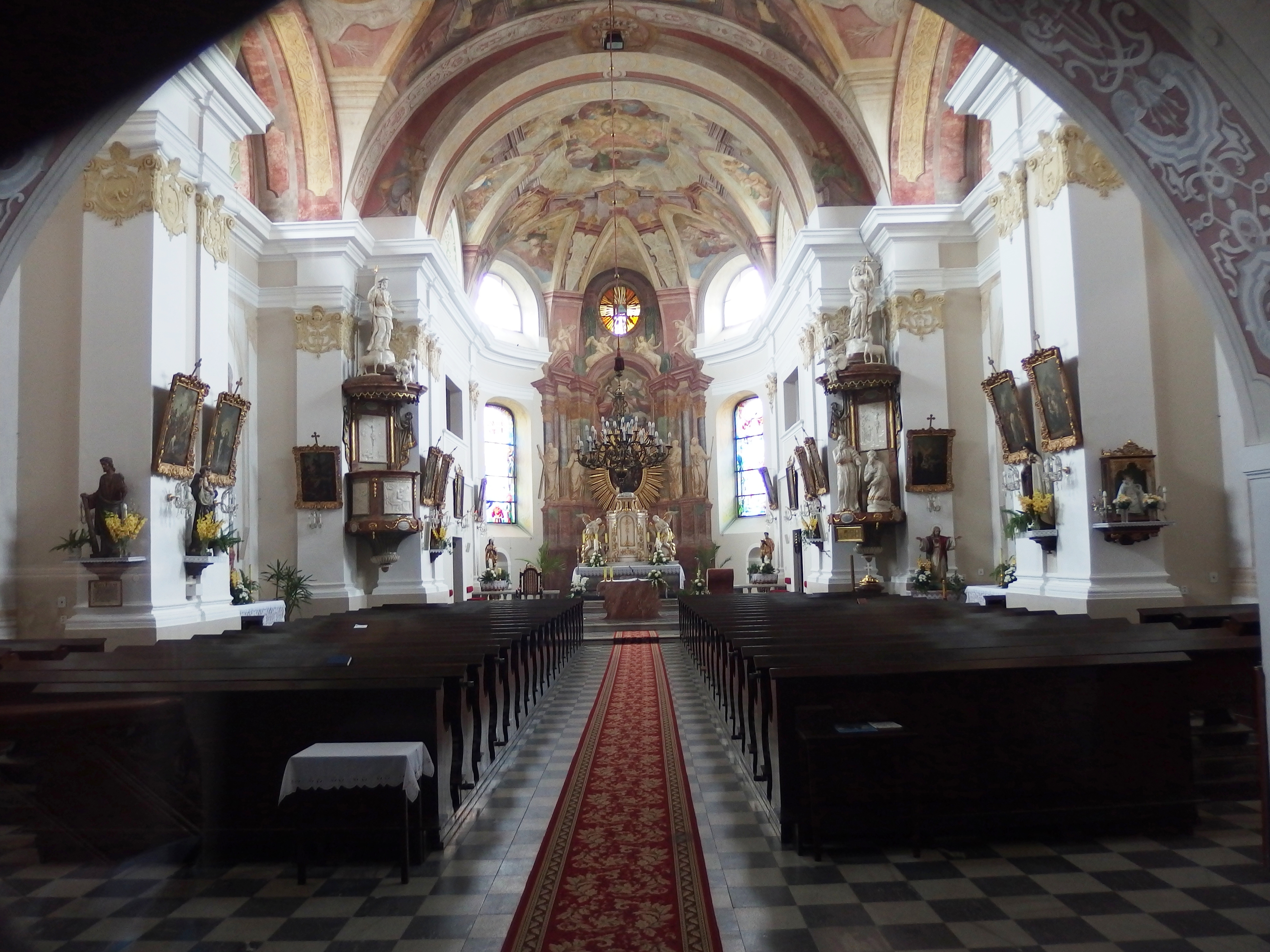
Interiér